# Sport Club São Paulo
Lo Sport Club São Paulo, noto anche semplicemente come São Paulo, è una società calcistica brasiliana con sede nella città di Rio Grande, nello stato del Rio Grande do Sul.

## Storia
Lo Sport Club São Paulo è stato fondato il 4 ottobre 1908, da Adolpho Corrêa e altri giovani sportivi. Il nome del club è un omaggio alla città natale di Adolpho Corrêa. Il San Paolo ha vinto il suo primo titolo, che è stato il Campionato Gaúcho, nel 1933. Ha anche vinto la Copa Bento Gonçalves nel 1985.
Il club ha partecipato al Campeonato Brasileiro Série A tre volte. La prima partecipazione del San Paolo è stata nel 1979, dove ha terminato al 42º posto. Il club ha partecipato di nuovo nel 1980, dove ha terminato al 41º posto. Ha partecipato per l'ultima volta nel 1982, dove ha terminato al 31º posto.

## Palmarès

### Competizioni statali
- Campionato Gaúcho: 1

1933
- Campeonato Gaúcho Divisão de Acesso: 2

1967, 1970
- Campeonato da Região Sul-Fronteira: 1

2011